# Titularbistum Biccari
Biccari ist ein Titularbistum der römisch-katholischen Kirche. 
Das Bistum Biccari war in der südostitalienischen Region Apulien angesiedelt. 
| Titularbischöfe von Biccari |                    |                                                                                        |             |                |
| Nr.                         | Name               | Amt                                                                                    | von         | bis            |
| 1                           | Michele Di Ruberto | Kurienerzbischof Sekretär der Kongregation für die Selig- und Heiligsprechungsprozesse | 5. Mai 2007 | 26. April 2025 |